# شیموزوما رایریو
شیموزوما رایریو ((به ژاپنی: 下間頼竜 Shimozuma Rairyū)؛ ۱ ژانویهٔ ۱۵۵۲ – ۱۶ ژوئیهٔ ۱۶۰۹) بهکشو و سوهی در هونگانجی اهل ژاپن بود. رایریو بسیار علاقه‌مند به مراسم چای بود.